# Ulica Warszawska w Kielcach

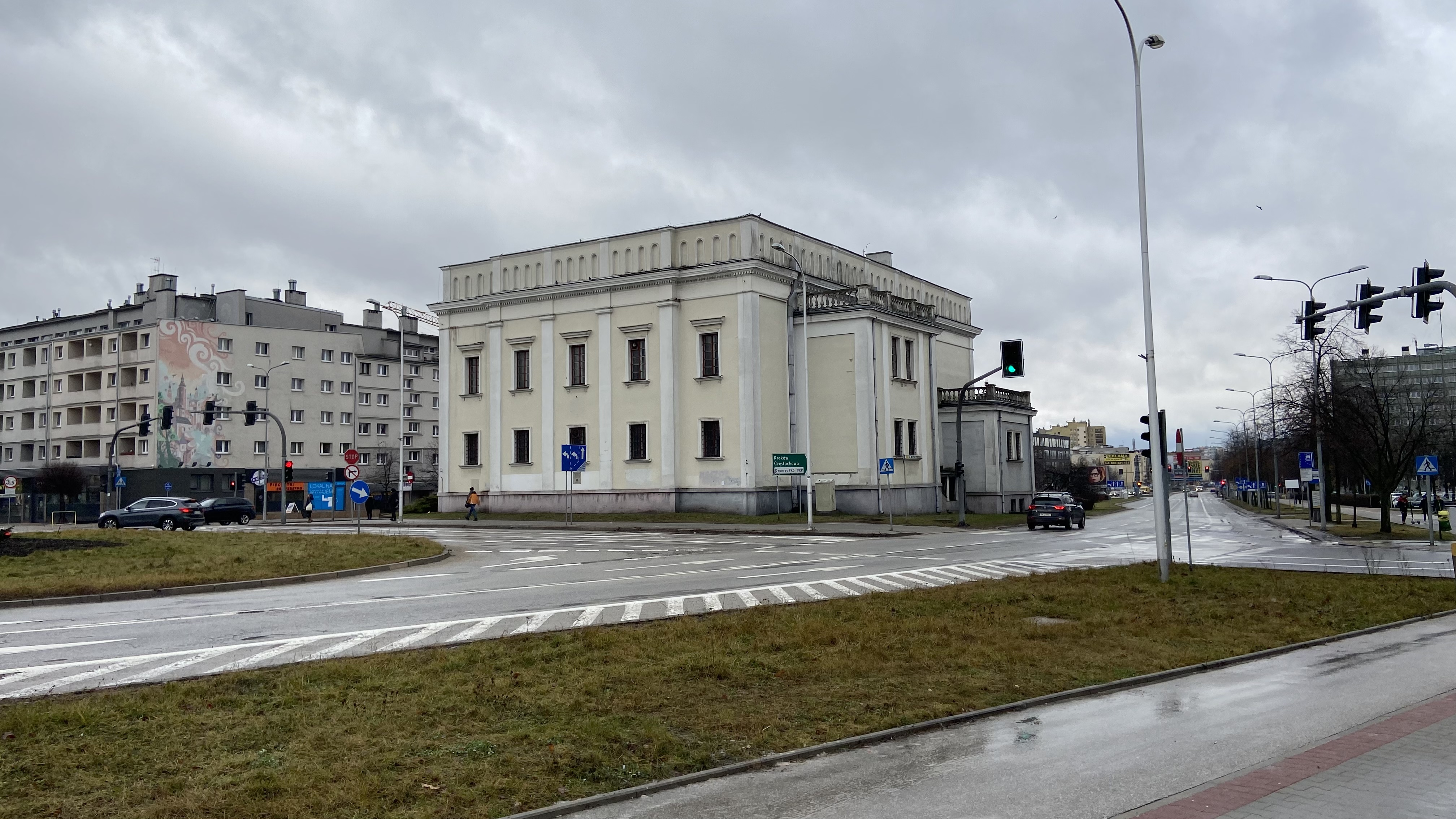
Dawna Synagoga znajdująca się na skrzyżowaniu ulicy Warszawskiej i Alei IX Wieków Kielc

Ulica Warszawska – jedna z ulic w Kielcach. Łączy ona ścisłe centrum miasta z osiedlami znajdującymi się na północy Kielc.
Jest jedną z najdłuższych ulic w Kielcach, mając około 6 kilometrów długości.

## Historia
Wytyczona została przed rokiem 1837. Przez ponad 180 lat istnienia, ulica Warszawska miała wiele różnych nazw. W 1857 roku nazwano ją Dąbrowską, potem Szydłowiecką oraz Nowowarszawską. W 1935 roku po raz pierwszy została nazwana ulicą Warszawską. W czasie II wojny światowej Niemcy podzielili ją na dwie ulice: Radomską i Szczęśliwą. Po wojnie na krótko powrócono do nazwy Warszawska. Od 1948 roku nazywała się Daszyńskiego, a w latach 50. zmieniono na Rewolucji Październikowej. Pod koniec XX wieku ponownie powrócono do nazwy Warszawska.
Ulica Warszawska przed wybudowaniem Zachodniej Obwodnicy Kielc była fragmentem drogi nr 7.

## Przebieg
Ulica Warszawska ma długość około 6 km. Zaczyna się na Rynku, później głównymi drogami, z którymi się krzyżuje, są: Aleja IX Wieków Kielc, Aleja Tysiąclecia Państwa Polskiego, Świętokrzyska i Jesionowa (obie DK74), Władysława Orkana, Mieczysława Jaworskiego oraz Wincentego Witosa i Dywizjonu 303 (obie DW762). Kończy się na skrzyżowaniu z ulicą Radomską (DK73) na kieleckiej Dąbrowie.
Na odcinku od Rynku do Alei IX Wieków Kielc jest jednokierunkowa (zmiana kierunku na skrzyżowaniu z ulicą Lecha Kaczyńskiego). Dalej, aż do skrzyżowania z ulicą Władysława Orkana posiada po 2 pasy + bus-pas w obie strony. Do ronda z ulicami Jeleniowską i Generała Władysława Sikorskiego jest dwupasmowa, natomiast dalej jest jednopasmowa w obie strony.

## Przebudowy ulicy Warszawskiej
W 2010 roku otwarto bus-pas na odcinku od ulicy Władysława Orkana do Alei IX Wieków Kielc. Tym samym, z trzech pasów ogólnie dostępnych na obu nitkach zostały po dwa. Był to drugi bus-pas w Kielcach (wcześniej utworzono go na ulicy Sandomierskiej).
W 2011 roku przebudowywany był fragment ulicy Warszawskiej od Rynku do Alei IX Wieków Kielc. Była to część inwestycji o nazwie: „Rewitalizacja Śródmieścia Kielc etap II”.
W ramach inwestycji „Budowa i modernizacja sieci ścieżek rowerowych w gminie Kielce, jako element zrównoważonej mobilności miejskiej” (zadanie 1) wybudowano ponad 1,5 km ścieżki rowerowej. Koszt inwestycji, w ramach której wybudowano tę ścieżkę, wyniósł ponad 13 mln zł, z czego ponad 8,6 mln zł zostało dofinansowane z Unii Europejskiej.
W lipcu 2019 roku przebudowywane było skrzyżowanie ulicy Warszawskiej z ulicami Jesionową i Świętokrzyską (obie znajdujące się w ciągu DK74).
Już wcześniej, bo w czerwcu 2019 roku, rozpoczęła się jedna z największych inwestycji drogowych w Kielcach – przebudowa ulic Witosa, Zagnańskiej oraz części ulic Warszawskiej i Radomskiej. W ramach tej inwestycji wybudowano na nowo m.in. dwa mosty nad Silnicą w ciągu ulicy Warszawskiej oraz wybudowano rondo w miejscu skrzyżowania ulicy Warszawskiej z ulicą Witosa. 15 września 2021 roku, w ramach tej inwestycji, otwarto ulicę Nowoszybowcową (ob. Dywizjonu 303) – nowe połączenie drogowe między ulicami Warszawską i Radomską. Ostatecznie inwestycja zakończona została 21 października 2021 roku (choć drobne poprawki były implementowane jeszcze przez kilka kolejnych dni).
W 2022 roku rozpoczęto prace przy budowie ścieżki rowerowej zachodniej stronie ulicy Warszawskiej od skrzyżowania z ulicą Turystyczną do skrzyżowania z ulicą Władysława Orkana. Ponadto, w ramach tej inwestycji, wyremontowane zostały chodniki i zjazdy z ulicy do okolicznych posesji oraz poprawiono kanalizację na tym obszarze.
We wrześniu 2022 roku rozpoczęto budowę przyłączy i drogi do nowego osiedla Dąbrowa II, co wiązało się z przebudową fragmentu ul. Warszawskiej od ul. Witosa do ul. Radomskiej. W ramach tej inwestycji wyremontowano zachodni pas drogi. Prace zakończono 19 sierpnia 2023 roku.
31 maja 2023 roku rozpoczął się remont nakładkowy nawierzchni na odcinku od skrzyżowania z ulicą Karczunek do ronda z ulicami Wincentego Witosa i Dywizjonu 303, który zakończył się 1 lipca tegoż roku.
Na przełomie września i października 2023 roku rozpoczęto remont Rynku wraz z przylegającym fragmentem ul. Warszawskiej. Prace miały na celu zazielenienie tego obszaru. Inwestycja zakończyła się w kwietniu 2024 roku.
5 sierpnia 2024 rozpoczął się remont zachodniej jezdni ul. Warszawskiej na odcinku od skrzyżowania z ul. Turystyczną do skrzyżowania z ul. Orkana i Jaworskiego, który trwał około miesiąca.
4 czerwca 2025 roku podpisano umowę na remont nakładkowy zachodniej jezdni ul. Warszawskiej od skrzyżowania z ul. Turystyczną w kierunku centrum.

## Ważniejsze obiekty przy ulicy Warszawskiej
- dawna Synagoga
- Galeria Korona (galeria budowana w latach 2010–2012)[20]
- Kościół pw. św. Franciszka z Asyżu, który został wybudowany na początku XXI wieku[21]
- Sąd Rejonowy w Kielcach (wydziały: Cywilny, Karny, Rodziny i Nieletnich, Pracy i Ubezpieczeń Społecznych, Gospodarczy, Wykonywania Orzeczeń Karnych)[22]
- Politechnika Świętokrzyska (utworzona w 1965 roku jako Kielecko-Radomska Wieczorowa Szkoła Inżynierska w Kielcach na bazie Ośrodka Studiów dla Pracujących w Kielcach; w 1974 przekształcona w Politechnikę Świętokrzyską)[23]
- PKO Bank Polski SA – Oddział 3 w Kielcach[24]
- 2 placówki Poczty Polskiej[25]
- obiekty sportowe Orląt Kielce[26]
- Szkoła Podstawowa nr 4[27]

## Komunikacja miejska
Przy ulicy Warszawskiej znajdują się 22 przystanki, które obsługuje 17 linii (5, 7, 13, 24, 30, 33, 35, 36, 46, 51, 53, 102, 103, 104, F, N1, N2).